# Dimos Poros
Dimos Poros (Poros) är en kommun i Grekland.   Den ligger i prefekturen Nomós Piraiós och regionen Attika, i den sydöstra delen av landet, 60 km söder om huvudstaden Aten. Antalet invånare är 4 282.